# Scaled and Icy
Albums de Twenty One Pilots
Trench
(5 octobre 2018) Clancy
(24 mai 2024)
Singles
1. Shy Away
Sortie : 7 avril 2021
2. Choker
Sortie : 30 avril 2021
3. Saturday
Sortie : 18 mai 2021

Scaled and Icy est le sixième album du duo américain Twenty One Pilots, sorti le 21 mai 2021 chez Fueled by Ramen et Elektra,,. Le titre de l'album est une anagramme de « Clancy  is dead », une référence au protagoniste du dernier album Trench.

## Production et  contexte
Le 4 mars 2019, cinq mois après la sortie de leur cinquième album Trench, le groupe confirme qu'ils travaillent sur leur prochain album studio. Le 9 avril 2020, le duo sort la chanson « Level of Concern », qui marque la première sortie du duo depuis Trench. La chanson encourage les auditeurs de garder espoir durant les temps durs, surtout en parlant de la pandémie de Covid-19. Dans une interview en mai 2020 avec Zane Lowe, Joseph a exprimé qu'il veut continuer la narration de son album Trench.
En novembre 2020, Josh Dun révèle qu'ils continuent de travailler à distance sur leur album, avec les deux membres étant à distance à cause du confinement. Il décrit pendant l'enregistrement, « on a chacun notre propre studio, ce qui est très pratique, donc il enregistre dans son studio, puis il me l'envoie et je lui renvoie en ajoutant des choses ».

## Sortie et promotion
Le duo commence a teaser en janvier 2021 en mettant à jour les bannières de leur réseaux sociaux en ajoutant des teintes rouges petit à petit, en changeant le logo de Trench. Dans le mois suivant, Joseph poste un selfie sur sa story Instagram avec un logo bleu sur son œil droit. Le 2 avril 2021, une barre de chargement apparait sur le site dmaorg.info — un site que le groupe utilise pour partager les histoires et le lore — qui a l'air d'être faite pour supprimer des fichiers. Quand la barre arrive au bout trois jours plus tard, trois posters arrivent sur la page annonçant un nouvel album nommé Scaled and Icy et une « Livestream Experience » prévu le 21 mai 2021,. Le single principal « Shy Away » sort d'abord sur BBC Radio 1 le 7 avril, avec un clip vidéo sortit peu après une annonce officielle sur les réseaux sociaux du groupe,. La liste des morceaux est annoncée le même mois.

## Liste des titres
| No  | Titre           | Durée |
| --- | --------------- | ----- |
| 1.  | Good Day        | 3:24  |
| 2.  | Choker          | 3:43  |
| 3.  | Shy Away        | 2:55  |
| 4.  | The Outside     | 2:56  |
| 5.  | Saturday        | 2:52  |
| 6.  | Never Take It   | 3:32  |
| 7.  | Mulberry Street | 3:44  |
| 8.  | Formidable      | 2:56  |
| 9.  | Bounce Man      | 3:05  |
| 10. | No Chances      | 3:46  |
| 11. | Redecorate      | 4:05  |

## Personnel
Crédits adaptés des notes de doublure de Scaled et Icy.
Twenty One Pilots
- Tyler Joseph – chant, piano, basse, synthés, guitare, orgue, ukulélé, production, écriture
- Josh Dun – batteries, percussion, ingénierie de la batterie

Personnel additionnel
- Mike Elizondo – production (piste 1 et 7)
- Greg Kurstin – production (piste 5)
- Paul Meany – production additionelle (piste 5), production (piste 11)
- Adam Hawkins (en) – mixage
- Chris Gehringer (en) – mastering
- Matt Pauling – ingénierie de la batterie (piste 2 et 6)
- Jay Joseph – chant (invité, piste 6, 9, 10)
- Kyle Schmidt – chant (invité, piste 6, 9, 10)